# Crazywell Pool

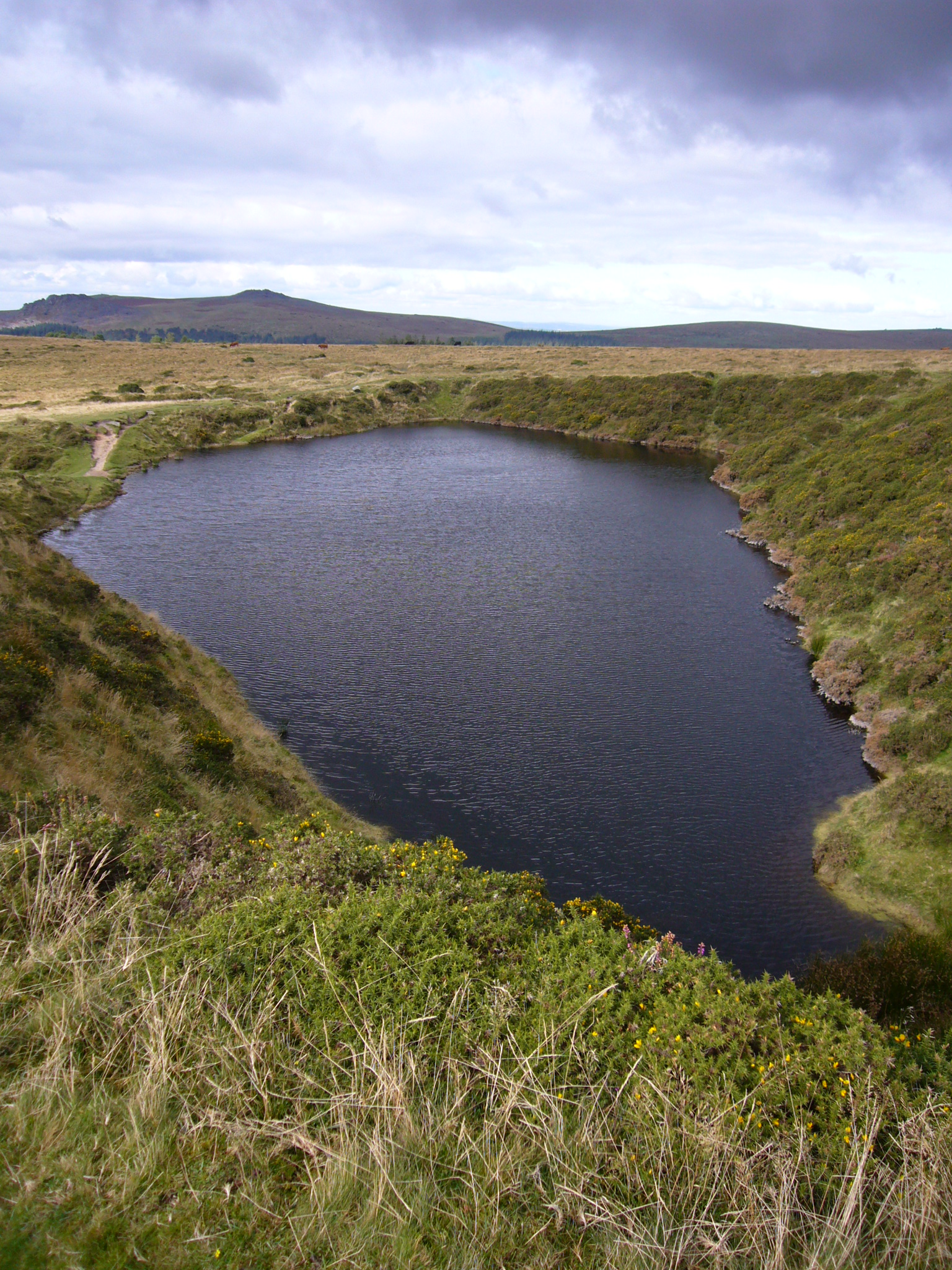
Crazywell Pool

Crazywell Pool of Crazy Well Pool, ook bekend als Clazywell, Classenwell of Classiwell Pool is een klein meer, een poel in het nationale park Dartmoor, in Engeland. Het is bij het plaatsje Princetown. Het meer is ongeveer 100 meter lang en heeft een oppervlakte van ongeveer 3.500 vierkante meter. De poel zou het resultaat van uitgravingen zijn door de tinmijnbouwers en is ofwel een ondergelopen mijnschacht of een waterbekken. Deze visie wordt ondersteund door tinwerken heuvelafwaarts van de poel. Het dal van de beek Newleycombe Lake is sterk bewerkt, waarbij er erlangs veel mijnwerken zijn achtergebleven. Het waterpeil is relatief stabiel en wordt grotendeels door een verborgen bron en door ondergronds stromend water bepaald. De poel ligt op de lijn van kruizen, die het pad van het klooster van Buckfastleigh naar het klooster van Tavistock markeren.
Er bevinden zich geen natuurlijke meren in de Dartmoor, wat een van de redenen kan zijn waarom er rond Crazywell Pool veel lokale legenden zijn ontstaan. Ooit werd gedacht dat het bodemloos was. Parochianen zouden eens hebben geprobeerd om met behulp van de touwen van de klok van de parochiekerk de diepte te peilen, waarbij ze zelfs nadat ze de touwen aan elkaar hadden geknoopt niet in staat waren om de bodem te raken. In werkelijkheid is het water aan westzijde ongeveer 5 meter diep en aan de oostzijde nog ondieper. Er bestaat over Crazywell Pool ook bijgeloof: Het waterpeil zou volgens sommigen met de getijden zakken en stijgen.

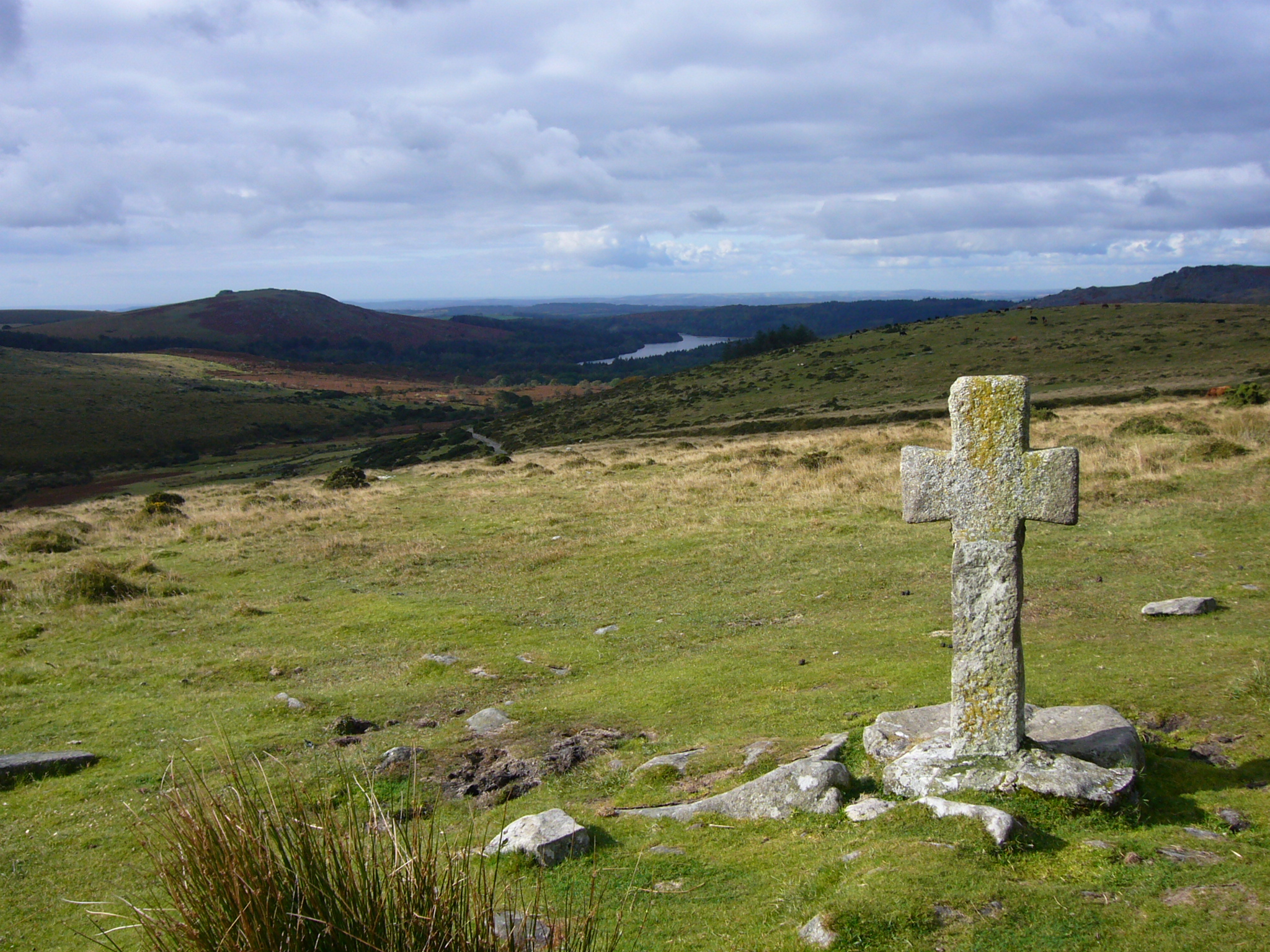
Het oude kruis bij de poel
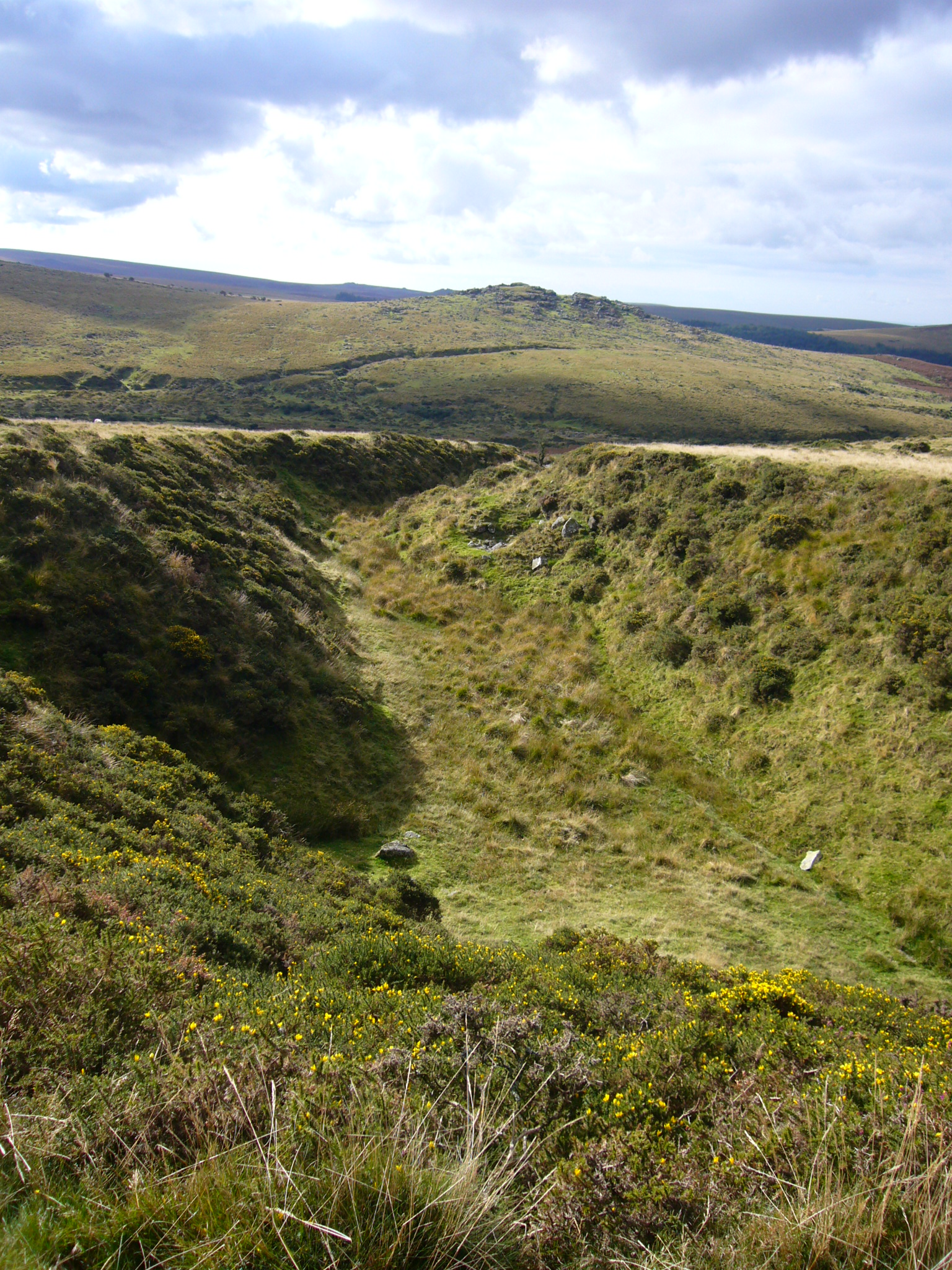
Overblijfsel van een mijn beneden de poel